# Pere Pella i Forgas
Pere Pella i Forgas   (Begur, 28 de setembre de 1858 - 1940) fou un enginyer i escriptor català.

## Biografia
Va col·laborar en els projectes dels ferrocarrils de Martorell a Sant Vicenç de Castellet de Torelló a Olot) i de Balaguer a Igualada per Tàrrega i Santa Coloma de Queralt, i en el pantà de La Sénia (Tarragona). Construí la prolongació del ferrocarril de Sant Joan de les Abadesses des de Les Franqueses del Vallès a Sant Andreu de Palomar, i el ferrocarril de Carinyena a Saragossa.
Fou l'autor dels projectes de ferrocarrils aprovats per l'Estat, de Daroca a Carinyena, de Carinyena a Ricla, de Lécera a La Puebla de Híjar i de Vivel del Río Martín a Calamocha. Va ser enginyer de la societat Ferrocarril i Mines de Sant Joan de les Abadesses, havent pres part en la construcció del ferrocarril en el trajecte de Vic a Sant Joan de les Abadesses; de la Societat Catalana General de Crèdit i de la Companyia General de Mines i Sondeig de Barcelona; enginyer en cap de la Companyia de Ferrocarrils i Tramvies de Barcelona i de la societat Mines i Ferrocarrils d'Utrillas, de Saragossa; enginyer-director del ferrocarril de Carinyena a Saragossa; enginyer fidel contrast de pesos i mesures de les províncies de Saragossa i Osca, i professor de l'Escola d'Arts i Oficis d'aquella ciutat.
Fou individu del Cos d'Enginyers Civils d'Espanya i membre de la Real Sociedad Española de Historia Natural de Madrid, i de l'Ibérica de Ciencias Naturales, de Saragossa. Va escriure, entre altres treballs, Estudio técnico industrial de la cuenca carbonífera de San Juan de las Abadesas; Movimientos actuales de la corteza terrestre; El Grisón; Proyecto razonado para el establecimiento d'un Dock en Zaragoza, fou premiat amb el títol de soci de mèrit per la Sociedad Económica Aragonesa de Amigos del País.
Condiciones sanitarias de la ciudad de Zaragoza; Aplicaciones de un sistema parecido á la Estadia, al estudio trazado y a los trabajos topográficos en general, i La Estadia propiamente dicha y el taquimetro aplicados al estudio de trazados y a los trabajos topográificos en general, (ambdós treballs foren premiats en el primer concurs públic celebrat per l'Associació d'Enginyers Industrials de Barcelona); La industria minerocarbonifera de la provincía de Gerona, premiada amb el títol de soci de mèrit per la Societat Econòmica Gironina d'Amics del País.
La estación definitiva del Campo del Sepulcro en Zaragoza; Memoria acerca de los veneros de riqueza en la provincía de Teruel y medios para mejorar su explotación, premiada amb el títol de soci de mèrit per l'Ateneu Terolenc; Estudio de las mejoras de que son susceptibles las actuales industrias y de las nuevas que podrian establecerse en Zaragoza, Memoria premiada per la Cambra Oficial de Comerç d'aquella ciutat; Progresos de la Electroquimica é importáncia cientifica é industrial de sus modernos productos, estudi premiat per la Universitat de Saragossa; Descripción fisica y geologica de una comarca aragonesa, premiada per la (Real Maestranza de Caballeria) de la mateixa capital.
Creosotado de las traviesas, El sistema Compound en las maquinas de vapor, La repoblación de los montes, i Estudio geologico de la comarca bibilitana, premiat en els Jocs Florals de Calataiud.